# Шорохов, Николай Вениаминович
Николай Вениаминович Шорохов (12 декабря 1959, Москва — 2 июля 2011, Москва) — российский парапланерист, мастер спорта международного класса, тренер национальной команды РФ по парапланерному спорту (2002—2009), многократный победитель российских и международных соревнований.

## Биография
Николай Шорохов родился в семье Шорохова Вениамина Константиновича (1927) — педагога, члена союза писателей, лауреата золотой Есенинской медали, Чеховской медали и Шороховой Нины Ильиничны (1927) — педагога, поэта. Евгений Вениаминович Шорохов, родной брат Николая, является мастером спорта по шахматам.
Школа — 1966—1976.
Служба в армии — 1978—1980, Воздушно-десантные войска, Псковская дивизия, рота связи, разведрота.
Учёба в МИИГАиК по специальности Астрономогеодезия (специализация Морская геодезия) — 1981—1986 (предварительно год на подготовительном отделении).
С 1986 по 1991 год Николай работал геодезистом в геодезических партиях. Наиболее интересные места — Камчатка, Чукотка, Сахалин, остров Генриетты, остров Жохова, остров Вилькицкого — самые северные острова на востоке СССР (77 параллель). Также — экспедиции на юге СССР (Киргизия, Казахстан, Туркмения).
Параплан не первый вид спорта в котором Николай достиг выдающихся успехов. С 9 лет занимался горными лыжами. С 1980 по 1991 — инструктор во Всесоюзной школе подготовки инструкторов горнолыжного спорта Управления альпинизма ВС ДСО профсоюзов.
Николай в парапланерном спорте с 1989 года.
Скончался 2 июля 2011 г. после тяжёлой болезни.

## Достижения
За всю историю парапланерного спорта только один пилот выиграл один чемпионат, победив при этом в 3-х тасках (соревновательных днях) из 3-х возможных, и набрав при этом 3000 очков (Ханс Болингер). Николай Шорохов четыре раза выигрывал 4 таска из 4-х, набрав 4000 очков из 4000 возможных.
Также Николаю принадлежит рекорд по количеству стартов в чемпионатах первой категории.
Результаты соревнований
Занимал первое место в международном рейтинге FAI World Ranking с мая 2004 по апрель 2005.
Занимал первое место в национальном рейтинге National Ranking в 1999, 2000, 2001, 2002, 2003, 2004, 2005, 2006, 2007, 2008, 2009 годах,
- 1996 — Кубок Профи (Аксаут) — 2 место
- 1997 — Кубок Профессионалов (Кубок Домбая) — 1 место
- 1998 — Чемпионат Москвы/Санкт-Петербурга — 1 место
- 2001 — Russian Championship (Пятигорск) — 1 место
- 2002 — CIS Championship (Казахстан) — 1 место
- 2003 — CIS Championship (Казахстан) — 1 место
- 2003 — Dutch Open (Tolmin) — 1 место
- 2003 — Pre-World Cup (India) (отборочные соревнования Кубка Мира) — 1 место (4 таска — 4000 очков)
- 2003 — World Championship (Чемпионат мира) — 9 место

Итоговое место в рейтинге Кубка Мира — 40
- 2004 — Чемпионат Москвы/Санкт-Петербурга — 1 место
- 2004 — Russian Open (Sopot, Bulgaria) — 1 место
- 2004 — Brazil Open (Valadares) — 1 место
- 2004 — Italy Open Cup (Brunico) — 1 место
- 2004 — Dutch Open (Tolmin) — 1 место
- 2004 — Pre-World Cup (India) (отборочные соревнования Кубка Мира) — 1 место (4 таска — 4000 очков)
- 2004 — 1st Championship of Asia (South Korea) — 2 место
- 2004 — Czech Championship (Tolmin) — 3 место
- 2004 — European Championship (Чемпионат Европы) — 12 место

Итоговое место в рейтинге Кубка Мира — 30
- 2005 — Russia Open (Sopot) — 1 место
- 2005 — PG World Cup (Bulgaria) (этап Кубка мира) — 17 место

Итоговое место в рейтинге Кубка Мира — 140
- 2006 — Australian Open Championship (Brith) — 1 место
- 2006 — PG World Cup (Slovenia) (этап Кубка мира) — 7 место
- 2006 — Russian Championship (Курай) — 1 место
- 2006 — Himalayan Open — 1 место (4 таска — 4000 очков)

Итоговое место в рейтинге Кубка Мира — 18
- 2007 — Australian Open Championship — 1 место (3 таска из 5 — первый на финише)
- 2007 — PG World Cup (Japan) (этап Кубка мира) — 7 место
- 2007 — Russian Open (Италия) — 1 место
- 2007 — PG World Cup (Turkey) (этап Кубка мира) — 19 место
- 2007 — Italian Open Championship — 7 место (2 таска из 3 — первый на финише)
- 2007 — Mendoza Championship (Argentina) — 1 место
- 2007 — Carpinteria XC-Open (Argentina) — 1 место
- 2007 — National Championship of Chile — 1 место (4 таска — 4000 очков)
- 2007 — PG World Cup (Argentina) (этап Кубка мира) — 15 место

Итоговое место в рейтинге Кубка Мира — 13
- 2008 — Brazil Open Championship (Valadares) — 2 место
- 2008 — 1st FAI Pan-American PG Champs (1-я категория) — 1 место
- 2008 — PG World Cup (Italy) (этап Кубка мира) — 1 task winner

- 2008 — PG World Cup (Bulgaria) (этап Кубка мира) — 1 task winner

Итоговое место в рейтинге Кубка Мира — 26
- 2009 — World Championship (Чемпионат мира) — 28
- 2009 — Polish Open Championship — 1 место